# Muriel Roques-Étienne
Muriel Roques-Étienne, née le 5 mars 1979, est une femme politique française. Suppléante du Député Philippe Folliot, elle est devenue députée du Tarn en octobre 2020, après l'élection de celui-ci au Sénat. Elle n'est pas réélue en juin 2022. 

## Biographie
Originaire du Tarn, de Lacaze à Paulinet, elle est née le 5 mars 1979 à Albi de parents impliqués dans le secteur associatif. Elle a deux sœurs. Mariée, elle est, avec son mari, à la tête d’une famille recomposée de trois adolescents.
Diplômée en études comptables et financières au lycée Ozenne de Toulouse, elle franchit un à un les échelons professionnels de ce domaine : commençant comme collaboratrice comptable dans un cabinet albigeois, elle est 20 ans après Expert-comptable et commissaire aux comptes associée au sein de son propre cabinet actif à Albi et Paris après avoir réussi à passer les différents diplômes en candidate-libre pour mener de front vie professionnelle et vie familiale. 
À la suite de l’élection de Philippe Folliot comme sénateur en septembre 2020, elle devient députée de la 1re circonscription du Tarn, étant la suppléante de celui-ci, prenant ses fonctions le 8 octobre 2020. Elle n'est pas réélue en juin 2022. 

## Détail des fonctions et des mandats
- mars 2014 - juin 2020 : conseillère municipale de Albi
- mars 2014 - juin 2020 : conseillère communautaire de la Communauté d'agglomération de l'Albigeois
- mars 2014 - décembre 2017 : deuxième adjointe au maire d'Albi
- mars 2014 - 2018 : vice-présidente de la Communauté d'Agglomération de l'Albigeois
- juin 2017 - septembre 2020 : suppléante de Philippe Folliot, député du Tarn
- octobre 2020 - juin 2022 : députée du Tarn[4],[5]